# Птахи (альбом)
«Птахи» — другий офіційний студійний та перший на великих лейблах альбом гурту «Скрябін», що був виданий у 1995 році компанією «Караван CD» в Україні. Перший альбом «Скрябіна», з яким група вийшла на професійну сцену. В результаті переїзду групи до Києва і підписання контракту зі студіями «Новий простір» та «Нова рекордз» група відродила свою успішну творчу роботу після 2-річного застою. Альбом вийшов на касетах та CD. Не оминули (як і «Мову риб») численні піратські видання. Виходили піратки як суміш пісень з «Птахів» і «Мови» під назвою «На небі» або ті ж альбоми у жахливій якості та з відсутніми піснями.
На пісню «Мудрий, бо німий» знято кліп.

## Історія створення альбому
Колишній співробітник «Ростислав-Шоу», львів'янин Тарас Гавриляк, або по-простому Тері (великий прихильник творчості «Скрябінів»), був переконаний, що їхній талант ще не знайшов належного застосування. Напозичавши досить велику суму грошей у друзів і навіть власних батьків, знайшовши для хлопців спонсора, він на початку осені 1994 року переконав їх поїхати аж до Києва — центру зовсім іншого, незнайомого їм українського музичного життя.
У столиці «Скрябіни» не знали нікого, а Тері — небагатьох. Перепробувавши кілька домашніх студій і заручившися дружбою власника однієї з них — Віктора Кулішенка («Новий Простір»), вони нарешті через Віталія Клімова познайомилися з Юрієм Нікітіном, продюсером студії «Нова». Як то було, розповідає Ростик: «Справа в тому, що Тері Нікітіна знав давно. На „Нову“ попали так — Тері поділився з Клімовим, шо студія, на яку попали — жах, Клімов сказав, шо він зараз дзвонить з „Нови“, Тері попросив взнати, скільки би там коштував запис, Нікітін запропонував 500, Тері прийняв. На 100 баксів були куплені необхідні ДАТ касети і подібне.»
Спонсорські гроші — 600 доларів — були єдиним, що вони могли запропонувати, а без наявного матеріалу контракт був неможливий. Тож молодим новояворівцям було виділено сім ночей, протягом яких вони мали записати та звести презентабельний альбом.
Запис цього альбому «Скрябінам» ніколи не забудеться. Кузьма згадував: «Чисто випадково ми потрапили на студію „Nova“, де дуже здивувалися, побачивши комп'ютерну програму „Master Track Pro-5“, з якою вже були знайомі. Аранжувальник студії Жан Болотов допоміг нам в'їхати в тонкощі звукової какофонії. Виявилося все легко й зручно, та і звучання нам підходило. Нам треба було вкластися в визначені строки, бо мали обмежені кошти. Потім два дні записували вокал та три дні зводили. Цікаво, що самі хітові речі — „Птахи“, „Змучений“, „Мудрий, бо німий“ вийшли скорше за все. Адже коли ми прийшли, ми не знали, що будемо писати. Весь музичний матеріал ми накопичували з нуля. Нічого в голову не лізло, i ми почали згадувати щось зі старих речей — „L'amour Attack“, „Плани“, „Наприклад“. А за річ „То для нас“ мені і зара троха соромно, бо вона була придумана за 15 хвилин і була нібито допискою до альбому. „Птахи“ ми тоже написали за 20 хвилин. Через ту пісню ми з Шурою мало не побилися. Я видумав свою партію, він свою. Кожен відстоював свою точку зору. Врешті лишили обидві. А назва альбому з'явилася начебто сама собою: справа в тому, що пісня „Птахи“ — не ремікс, а єдина нова композиція. Тижня два ми сумнівалися, але потім так і лишили цю назву.» (Це пояснення з огляду на нові пісні «Мудрий, бо німий», «Змучений», «То для нас» здається непрезентабельним, але що поробиш — цитата є цитата.)
Ростик коментує запис «Птахів» так: «Дійсно, то всьо писалось просто на ходу. Коли я приїхав в Київ, всі так звані болванки були готові — набрані в комп'ютері, треба було робити другий етап — запис, а тексти до деяких пісень взагалі не існували. В тому числі і „Птахи“, в Кузьми був тільки перший куплет і перша половина приспіву, другу половину пісні, допомагаючи один одному, ми складали по слові — слово Кузьма, слово я. Так і „Змучений“. Найскладніша історія була з „Мудрим“ — не було нічого. І поки Кузьма записував в кабіні вокаль апартію „L'amour“, я дописував текст. Саму велику трудність, як завжди, викликав останній куплет, і я використав давно написаний кусок, який я дуже любив і написав колись в Польщі, їдучи в гості до свого вуйка в Краків. Була ще одна проблема — в Кузьми була досить довга перерва в співанні, і виявилось, шо йому тяжко виспівувати. Розминати зв'язки не було коли — звідси і народилась така своєрідна „Птахівська“ манера „напівшепоту“. І саме головне. Ніхто спеціально не продюсував „Птахів“ до того стилю, в якому вони є. Був дійсно напрямок — техно, але тодішня „Нова“ не могла як студія задовольнити всі вимоги того стилю, то по-перше. По-друге: не було особливо коли розбудовувати аранжі, та й можливості апаратури були не до кінця вивчені. І по-третє (то шо завжди ми називали „синдром чужого звукорежисера“): зведення Барабаша додатково зпопсило — я маю болванки незведені і вони звучать набагато твердіше. Тобто сама доля продюсувала такий звук і такий „Скрябін“, як в „Птахах“, ніхто того спеціально не робив. Повторю — робився напрямок на Техно, як на модну в той час музику. І Нікітін захотів підписати контракт вже тільки після того, як ми успішно запрезентувались в турі Білички: він побачив реакцію людей і чесно кажучи вона його трохи дивувала.»
У Києві був і викликаний з Москви Ростик, Скряба, і навіть К'юр — всі вболівали за запис альбому. Хлопці, знаходячись під враженням від Берліна та провідних музичних течій, вирішили: це має бути техно. Пусте, що «Новівська» аппаратура не дає можливості зробити його складним і сучасним. Ремікс «Планів», «Змучений», «Птахи» та їхні ремікси — все це звучить дещо примітивізовано в порівнянні навіть із речами з «Мови Риб». Але такий був задум. Хоча Нікітін, не зацікавлений у результаті їхньої роботи, не нав'язував їм свою думку, все одно було очевидно: для початку всеукраїнської популярності необхідна проста музика, що передбачить майбутню моду.
За сім ночей на суд Нікітіна було віддано альбом «Птахи». Декілька композицій були виконані у традиційному для «Скрябіна» неоромантичному дусі, але провідним мотивом було модне тоді «тиц-тиц» — примітивний, в кілька інструментів рейв. Тепер треба було випустити касету (а в перспективі і компакт) і презентувати нових зірок Україні. Цим зайнявся Тері — відтепер офіційний менеджер групи «Скрябін». На Новий 1995 рік піснею «Птахи», показаною на УТ-1 та прокрученою по радіо «Промінь», «Скрябін» заявив про себе.
Треба сказати, що, хоча Тері й був досить швидко усунений з посади менеджера, його внесок у «розкрутку» групи був титанічний. Насправді він брав на себе левову долю прес-конференцій, інтерв'ю, супроводжував «Скрябінів» на всіх концертах. Він був справжнім другом хлопців, і Кузьма називав його одним з учасників групи. Зрештою, то просто приємна людина.
У січні «Скрябін» вперше в своїй історії по-справжньому зайняв перше місце: це сталося з допомогою пісні «Птахи» на львівському фестивалі «Мелодія 94». Перемоги на «Мелодії» стали для групи традицією. До того ж вони залишили позаду таких «монстрів» вітчизняного року, як «Брати Гадюкіни», а також майбутніх колег — «Нічлаву блюз» (дружба з лідером якої А. Підлужним згодом вилилася у спільний проект). Ростик: «То була наша перша перемога. Кузьма, звиклий до ігнорування нас, не став навіть чекати оголошення результатів, ми з Шурою стояли добре п'яні позаду всього натовпу на сцені (під час оголошення) і навіть пропустили, як нас назвали — тобто ми зовсім не сподівалися. А знову Бебешко — він був у журі і то він відстояв нас перед рагулями».
Навесні фірма «Київ Євростар» (у 1996 році права перекупить «НАК») випустила «Птахи» на 45-хвилинній касеті з вистеженим Зайковським птахом на обкладинці, на яку ввійшов весь записаний на «Нові» матеріал: пісні, а також два ремікси на «Птахи» та «Змучений», зрежисовані Скрябою. Невдовзі у Львові аудіопірати скомпілювали з цих речей та «Мови Риб» великий «альбом» «На небі», який абсолютно випадково побачив на львівському ринку Скряба. Але то вже мало цікавило хлопців, що залишалися наразі в Києві.
Засівши тепер у напівпрофесійній домашній студії «Новий Простір», Кузьма і Шура (Ростик повернувся до Москви) з початку 1995 року писали бонус-треки та ремікси до «Птахів». Шура створив два чудових інструментальних ремікси на старі пісні — «Шось Зимно 95» та «Чуєш Біль 95», які разом із композицією «Дерева Плакали» та реміксом «Нашого Міста» зі словами «хулі» та «обіссяти» стали бонусом для компакту «Птахи», що мав вийти десь через рік. Тут же хлопці пробували себе у звукорежисурі, а також допомогли з аранжуванням молодій групі «Новий світ», яку продюсував «Новий Простір» — завдяки тій допомозі «НОВИЙ СВІТ» дуже вдало дебютувала на кримській «Червоній Руті» 1995 року і невдовзі вже почала, за висловом Кузьми, «ставити палиці в колеса» своїм вчорашнім благодійникам.
Восени 1995 року фірма «Караван CD», взявши на себе всі витрати на запис, випустила перший компакт-диск «Скрябіна» — «Птахи». Для нього була вперше в Україні використана картонна обкладинка digipac. Німецька фірма Sono Press зробила 1000 екземплярів «Птахів», кожен з яких коштував 2,2 мільйони — немалі на той час гроші. Продаж перевищував всі сподівання: до березня 1996 року було продано 600 компактів та 4000 касет, з них 2000 — тільки у Львові. Коли 27 листопада в програмі «Саундпарк» Кузьмі було урочисто вручено перший компакт, він виматюкався і сказав, що тепер лишається тільки вмерти. Для них то справді була велика подія.
Згодом цей компакт буде зарито в Карпатах разом із програвачем та акумуляторами, і, згідно зі складеним заповітом, у 2097 році місце заховання буде відкрите, і кожен, хто захоче, зможе послухати компакт «Птахи». Пізніше до тієї могилки долучилися й інші компакти «Скрябіна».
«Скрябін» називали провісниками приходу техно-культури в Україну, «першою ластівкою» рейв-руху. Те, що повинно було допомогти «Птахам» стати легкозасвоюваним продуктом, стало, напевно, першим небажаним обличчям групи. «Погравшися в техно», за словами Ростика, «Скрябіни» загрузли в ньому серйозно і мусили миритися зі статусом техно-музикантів.

## Список композицій
| #   | Назва                                | Тривалість |
| --- | ------------------------------------ | ---------- |
| 1.  | «Плани (на тоді коли)»               | 3:58       |
| 2.  | «Птахи»                              | 4:06       |
| 3.  | «Змучений (я не маю сил)»            | 3:43       |
| 4.  | «L'amour Attack»                     | 4:08       |
| 5.  | «Мудрий, бо німий»                   | 6:32       |
| 6.  | «Наприклад»                          | 3:46       |
| 7.  | «Наше місто»                         | 3:08       |
| 8.  | «То для нас»                         | 4:23       |
| 9.  | «Змучений (пиво як вода мікс)»       | 5:28       |
| 10. | «Птахи (я собі захотів маруша мікс)» | 4:51       |
| 11. | «Птахи (короткий мікс)»              | 2:26       |
| 12. | «Наше місто (оригінал)»              | 3:08       |
| 13. | «Дерева плакали (бонус трек)»        | 5:17       |
| 14. | «Шось зимно'95 (інструментал)»       | 4:31       |
| 15. | «Чуєш біль'95 (інструментал)»        | 9:25       |

## Склад гурту
- Андрій «Кузьма» Кузьменко — вокал, клавішні, програмування
- Сергій «Шура» Гера — клавішні, програмування
- Ростислав «Рой» Домішевський — бек-вокал, клавішні, програмування
- Олександр Скрябін — звукорежисура